# Краван (Ивлен)
Краван (фр. Cravent) је насељено место у Француској у региону Париски регион, у департману Ивлен.
По подацима из 2011. године у општини је живело 423 становника, а густина насељености је износила 69,0 становника/km².

## Демографија
| 1962. | 1968. | 1975. | 1982. | 1990. | 2011. |
| ----- | ----- | ----- | ----- | ----- | ----- |
| 121   | 107   | 150   | 192   | 260   | 423   |